# 자비스 코커
자비스 코커(Jarvis Cocker, 1963년 9월 19일 ~ )는 잉글랜드의 싱어송라이터로, 펄프의 일원이다.
영화 차일드 오브 더 맨(Child of the Men)의 OST에 참여하기도 하였다.

## 음반 목록
- Jarvis (2006년)
- "Further Complications." (2009년)

## 작품 목록

### 영화
- 애스터로이드 시티 (2023년) - 카우보이 역
- 기상천외한 헨리 슈거 이야기 (2023년) - 카나스타 플레이어 / 매너 게스트 / 헨리 슈거의 친구 역

## 1996년 브릿 어워드와 마이클 잭슨
자비스 코커는 1996년 브릿 어워드에서 마이클 잭슨이 마치 자신이 신인 것처럼 행동하는 오만함에 마음에 들지 않았고 과거 펄프의 멤버 피터 만셀(Peter Mansell)과 같이 잭슨 공연 도중에 뛰어 들어가 바지를 내려 엉덩이를 드러내는 등 기괴한 행동을 하였다. 런던 경찰은 자비스 코커를 무대 위에 있던 소년 3명을 폭행한 혐위로 구속하였다. 자비스 코커는 난입 자체는 인정했으나 폭행혐의는 부인하였고 이러한 행동에 대해서 같은 시대의 스타들 중 하나인 블러의 데이먼 알반은 경솔한 행동이라고 했지만 오아시스의 리암 갤러거는 평소 그답지 않은 쿨한 행동이라며 추켜세웠고 노엘 갤러거는 그에게 유일한 잘못이 있다면 그의 특기인 발차기로 MJ의 면상을 후려차지 않은 것이라고 코멘트했다.
사건 일주일 후 자비스 코커의 부인 소유의 아우디 승용차는 유리창이 박살난 채 발견되었고 자비스 코커는 한동안 거의 매일 전화로 살해협박을 받았다고 고백하였다.

## 사생활
자비스코커는 축구팀 셰필드 웬즈데이 FC의 서포터로 알려져있다.